# Campionati europei di 470 1984
I Campionati europei di 470 1984 si sono svolti a Salou, in Spagna, dal 5 al 13 maggio 1984.

## Podi
| Evento   | Oro                                           | Argento                                     | Bronzo                         |
| 470 Open | Finlandia Peter von Koskull Johan von Koskull | Paesi Bassi John Stavenuiter Guido Alkemade | Paesi Bassi Hans Duetz Jan Bos |

## Medagliere
| Posiz. | Nazione     | Oro | Argento | Bronzo | Totale |
| ------ | ----------- | --- | ------- | ------ | ------ |
| 1      | Finlandia   | 1   | 0       | 0      | 1      |
| 2      | Paesi Bassi | 0   | 1       | 1      | 2      |
| Totale | Totale      | 1   | 1       | 1      | 3      |